# Nuova Zelanda ai XXIV Giochi olimpici invernali
La Nuova Zelanda ha partecipato ai XXIV Giochi olimpici invernali che si sono svolti a Pechino, Cina, dal 4 al 20 febbraio 2022. La delegazione era composta da 15 atleti, 9 uomini e 6 donne. Durante l'edizione, la Nuova Zelanda ha conquistato il suo primo oro nella storia dei giochi olimpici invernali grazie alla vittoria di Zoi Sadowski-Synnott nella gara dello snowboard slopestyle femminile.

## Medaglie
| Medaglia | Nome                 | Sport     | Evento               | Data        |
| -------- | -------------------- | --------- | -------------------- | ----------- |
| Oro      | Zoi Sadowski-Synnott | Snowboard | Slopestyle femminile | 6 febbraio  |
| Oro      | Nico Porteous        | Freestyle | Halfpipe maschile    | 19 febbraio |
| Argento  | Zoi Sadowski-Synnott | Snowboard | Big air femminile    | 15 febbraio |

## Delegazione
| Sport                   | Uomini | Donne | Totale |
| ----------------------- | ------ | ----- | ------ |
| Biathlon                | 1      | 0     | 1      |
| Freestyle               | 6      | 3     | 9      |
| Pattinaggio di velocità | 1      | 0     | 1      |
| Sci alpino              | 0      | 1     | 1      |
| Snowboard               | 1      | 2     | 3      |
| Totale                  | 9      | 6     | 15     |

## Biathlon
| Atleta          | Evento                     | Penalità    | Tempo   | Posizione |
| --------------- | -------------------------- | ----------- | ------- | --------- |
| Campbell Wright | 20 km individuale maschile | 2 (0+1+1+0) | 52'59"8 | 32º       |
| Campbell Wright | 10 km sprint maschile      | 2 (1+1)     | 27'14"1 | 75º       |

## Freestyle
| Atleta           | Evento               | Qualificazione | Qualificazione | Qualificazione | Qualificazione | Qualificazione | Finale          | Finale          | Finale          | Finale          | Finale          |
| Atleta           | Evento               | Run 1          | Run 2          | Run 3          | Migliore       | Posizione      | Run 1           | Run 2           | Run 3           | Migliore        | Posizione       |
| ---------------- | -------------------- | -------------- | -------------- | -------------- | -------------- | -------------- | --------------- | --------------- | --------------- | --------------- | --------------- |
| Ben Barclay      | Big air maschile     | 81,00          | 78,25          | 84,50          | 162,75         | 16º            | Non qualificato | Non qualificato | Non qualificato | Non qualificato | Non qualificato |
| Finn Bilous      | Big air maschile     | 73,75          | 68,75          | 82,00          | 155,75         | 18º            | Non qualificato | Non qualificato | Non qualificato | Non qualificato | Non qualificato |
| Margaux Hackett  | Big air femminile    | 9,75           | 9,00           | 65,00          | 74,75          | 22ª            | Non qualificata | Non qualificata | Non qualificata | Non qualificata | Non qualificata |
| Ben Harrington   | Halfpipe maschile    | 69,25          | 23,50          | N.D.           | 69,25          | 13º            | Non qualificato | Non qualificato | Non qualificato | Non qualificato | Non qualificato |
| Gustav Legnavsky | Halfpipe maschile    | 48,25          | 40,75          | N.D.           | 48,25          | 19º            | Non qualificato | Non qualificato | Non qualificato | Non qualificato | Non qualificato |
| Miguel Porteous  | Halfpipe maschile    | 81,00          | 31,75          | N.D.           | 81,00          | 9º Q           | 63,50           | 4,25            | 30,50           | 63,50           | 11º             |
| Nico Porteous    | Halfpipe maschile    | 75,50          | 90,50          | N.D.           | 90,50          | 2º Q           | 93,00           | 30,75           | 9,25            | 93,00           |                 |
| Anja Barugh      | Halfpipe femminile   | 38,50          | 12,25          | N.D.           | 38,50          | 19ª            | Non qualificata | Non qualificata | Non qualificata | Non qualificata | Non qualificata |
| Chloe McMillan   | Halfpipe femminile   | 41,75          | 43,50          | N.D.           | 43,50          | 18ª            | Non qualificata | Non qualificata | Non qualificata | Non qualificata | Non qualificata |
| Ben Barclay      | Slopestyle maschile  | 76,00          | 77,71          | N.D.           | 77,71          | 7º Q           | 29,16           | 29,78           | 67,40           | 67,40           | 10º             |
| Finn Bilous      | Slopestyle maschile  | 68,01          | 32,85          | N.D.           | 68,01          | 15º            | Non qualificato | Non qualificato | Non qualificato | Non qualificato | Non qualificato |
| Margaux Hackett  | Slopestyle femminile | 54,93          | 37,28          | N.D.           | 54,93          | 16ª            | Non qualificata | Non qualificata | Non qualificata | Non qualificata | Non qualificata |

## Pattinaggio di velocità
| Atleta        | Evento           | Tempo    | Posizione |
| ------------- | ---------------- | -------- | --------- |
| Peter Michael | 1500 m maschile  | 1'48"68  | 26º       |
| Peter Michael | 10000 m maschile | 13'33"53 | 12º       |

Mass start
| Atleta        | Evento              | Semifinale | Semifinale | Semifinale | Finale          | Finale          | Finale          |
| Atleta        | Evento              | Punti      | Tempo      | Posizione  | Punti           | Tempo           | Posizione       |
| ------------- | ------------------- | ---------- | ---------- | ---------- | --------------- | --------------- | --------------- |
| Peter Michael | Mass start maschile | 2          | 7'58"04    | 9º         | Non qualificato | Non qualificato | Non qualificato |

## Sci alpino
| Atleta         | Evento                   | 1ª manche | 1ª manche | 2ª manche | 2ª manche | Totale  | Totale    |
| Atleta         | Evento                   | Tempo     | Posizione | Tempo     | Posizione | Tempo   | Posizione |
| -------------- | ------------------------ | --------- | --------- | --------- | --------- | ------- | --------- |
| Alice Robinson | Discesa libera femminile | N.D.      | N.D.      | N.D.      | N.D.      | 1'35"57 | 25ª       |
| Alice Robinson | Supergigante femminile   | N.D.      | N.D.      | N.D.      | N.D.      | DNF     | DNF       |
| Alice Robinson | Slalom gigante femminile | 1'00"55   | 25ª       | 1'00"27   | 24ª       | 2'00"82 | 22ª       |

## Snowboard
| Atleta               | Evento               | Qualificazione | Qualificazione | Qualificazione | Qualificazione | Qualificazione | Finale          | Finale          | Finale          | Finale          | Finale          |
| Atleta               | Evento               | Run 1          | Run 2          | Run 3          | Migliore       | Posizione      | Run 1           | Run 2           | Run 3           | Migliore        | Posizione       |
| -------------------- | -------------------- | -------------- | -------------- | -------------- | -------------- | -------------- | --------------- | --------------- | --------------- | --------------- | --------------- |
| Tiarn Collins        | Big air maschile     | 71,25          | 14,25          | 21,25          | 92,50          | 23º            | Non qualificato | Non qualificato | Non qualificato | Non qualificato | Non qualificato |
| Tiarn Collins        | Slopestyle maschile  | 58,36          | 29,21          | N.D.           | 58,36          | 18º            | Non qualificato | Non qualificato | Non qualificato | Non qualificato | Non qualificato |
| Zoi Sadowski-Synnott | Big air femminile    | 85,50          | 62,25          | 91,00          | 176,50         | 1ª Q           | 93,25           | 83,75           | 30,25           | 177,00          |                 |
| Cool Wakushima       | Big air femminile    | DNS            | DNS            | DNS            | DNS            | DNS            | Non qualificata | Non qualificata | Non qualificata | Non qualificata | Non qualificata |
| Zoi Sadowski-Synnott | Slopestyle femminile | 73,58          | 86,75          | N.D.           | 86,75          | 1ª Q           | 84,51           | 28,15           | 92,88           | 92,88           |                 |
| Cool Wakushima       | Slopestyle femminile | 34,46          | DNS            | N.D.           | 34,46          | 23ª            | Non qualificata | Non qualificata | Non qualificata | Non qualificata | Non qualificata |